# Welsh Professional Championship 1988
Die Senator Windows Welsh Professional Championship 1988 war ein professionelles Snookerturnier der Saison 1987/88 ohne Einfluss auf die Weltrangliste und zur Ermittlung des walisischen Profimeisters. Das Turnier wurde vom 8. bis zum 12. Februar 1988 wie auch schon im Vorjahr im Newport Centre im walisischen Newport ausgetragen. Sieger wurde Terry Griffiths, der mit einem 9:3-Sieg im Endspiel über Wayne Jones seinen dritten Titel bei diesem Turnier gewann. Ebenso spielte er mit einem 119er-Break das höchste Break des Turnieres.

## Preisgeld
Mit Senator Windows gab es innerhalb von vier Ausgaben nun vier Sponsoren, jedoch blieb Senator Windows auch im folgenden Jahr der Sponsor des Turnieres. Im Vergleich zum Vorjahr das Preisgeld um 2.500 Pfund Sterling auf 22.500 £, wovon zwei Fünftel auf den Sieger entfielen.
|                                             | Preisgeld |
| ------------------------------------------- | --------- |
| Sieger                                      | 9.000 £   |
| Finalist                                    | 5.500 £   |
| Halbfinalist                                | 2.250 £   |
| Viertelfinalist                             | 625 £     |
| Erste Runde                                 | 0 £       |
| Höchstes Break (Qualifikation / Hauptrunde) | 1.000 £   |
| Insgesamt                                   | 22.500 £  |

## Turnierverlauf
Erneut nahmen zehn Spieler am Turnier teil, sodass es wieder eine erste Runde vor dem Viertelfinale gab. Außerdem blieb auch der Modus gleich; die Erste Runde und das Viertelfinale wurden im Modus Best of 11 Frames und das Halbfinale sowie das Endspiel im Modus Best of 17 Frames gespielt.
|  | Erste Runde Best of 11 Frames | Erste Runde Best of 11 Frames |   |                 | Viertelfinale Best of 11 Frames | Viertelfinale Best of 11 Frames |                 |   | Halbfinale Best of 17 Frames | Halbfinale Best of 17 Frames |  |  | Finale Best of 17 Frames | Finale Best of 17 Frames |
|  |                               |                               |   |                 |                                 |                                 |                 |   |                              |                              |  |  |                          |                          |
|  | Tony Chappel                  | 6                             |   |                 | Terry Griffiths                 | 6                               |                 |   |                              |                              |  |  |                          |                          |
|  | Colin Roscoe                  | 4                             |   |                 | Tony Chappel                    | 4                               |                 |   |                              |                              |  |  |                          |                          |
|  | Colin Roscoe                  | 4                             |   | Terry Griffiths | Tony Chappel                    | 4                               | 9               |   |                              |                              |  |  |                          |                          |
|  |                               |                               |   |                 |                                 |                                 | 9               |   |                              |                              |  |  |                          |                          |
|  |                               | Cliff Wilson                  | 7 |                 |                                 |                                 |                 |   |                              |                              |  |  |                          |                          |
|  |                               | Cliff Wilson                  | 7 |                 |                                 |                                 | Cliff Wilson    | 6 |                              |                              |  |  |                          |                          |
|  |                               |                               |   |                 |                                 |                                 | Cliff Wilson    | 6 |                              |                              |  |  |                          |                          |
|  |                               |                               |   |                 | Steve Newbury                   | 3                               |                 |   |                              |                              |  |  |                          |                          |
|  |                               |                               |   |                 | Steve Newbury                   | 3                               | Terry Griffiths | 9 |                              |                              |  |  |                          |                          |
|  |                               |                               |   |                 |                                 |                                 |                 |   |                              |                              |  |  |                          |                          |
|  |                               | Wayne Jones                   | 3 |                 |                                 |                                 |                 |   |                              |                              |  |  |                          |                          |
|  |                               | Wayne Jones                   | 3 |                 |                                 |                                 | Wayne Jones     | 6 |                              |                              |  |  |                          |                          |
|  |                               |                               |   |                 |                                 |                                 | Wayne Jones     | 6 |                              |                              |  |  |                          |                          |
|  |                               |                               |   |                 | Ray Reardon                     | 5                               |                 |   |                              |                              |  |  |                          |                          |
|  |                               | Wayne Jones                   | 9 |                 | Ray Reardon                     | 5                               |                 |   |                              |                              |  |  |                          |                          |
|  |                               |                               |   |                 |                                 |                                 |                 |   |                              |                              |  |  |                          |                          |
|  |                               | Doug Mountjoy                 | 5 |                 |                                 |                                 |                 |   |                              |                              |  |  |                          |                          |
|  | Mark Bennett                  | Doug Mountjoy                 | 5 | 6               |                                 |                                 | Doug Mountjoy   | 6 |                              |                              |  |  |                          |                          |
|  | Mark Bennett                  |                               |   |                 |                                 |                                 |                 |   |                              |                              |  |  |                          |                          |
|  | Clive Everton                 | 0                             |   |                 | Mark Bennett                    | 3                               |                 |   |                              |                              |  |  |                          |                          |

### Finale
Terry Griffiths – Weltmeister von 1979 – hatte durch knappe Siege über Tony Chappel und Cliff Wilson seine vierte Finalteilnahme bei der walisischen Profimeisterschaft perfekt gemacht. Er traf auf Wayne Jones, der zuvor erst den sechsfachen Weltmeister Ray Reardon besiegt hatte und durch einen 9:5-Sieg im Halbfinale über Doug Mountjoy dessen Serie von sechs aufeinanderfolgenden Finalteilnahmen bei diesem Turnier gebrochen.
Mehrheitlich ungefährdet ging Griffiths mit 5:0 in Führung, ehe es Jones gelang, auf 5:2 zu verkürzen. Anschließend baute sein Gegner jedoch seine Führung auf 8:2 aus, sodass Jones mit dem Gewinn des nächsten Frames die sichere Niederlage nur noch verzögern konnte: Mit dem 12. Frame der Partie, der mit 83:13 an Griffiths ging, gewann dieser seinen dritten Titel bei diesem Turnier. Für Jones war es die erste von zwei verlorenen Profiendspielen; die zweite verlor er beim Classic 1989 gegen Doug Mountjoy.
| Finale: Best of 17 Frames Newport Centre, Newport, Wales, 12. Februar 1988                   |                |             |
| Terry Griffiths                                                                              | 9:3            | Wayne Jones |
| 88:42, 73:61, 54:46, 67:16, 78:39 (71), 0:84, 22:87 (50), 87:46, 71:14, 112:10, 57:69, 83:13 |                |             |
| 71                                                                                           | Höchstes Break | 50          |
| –                                                                                            | Century-Breaks | –           |
| 1                                                                                            | 50+-Breaks     | 1           |

## Century Breaks
Während des Turnieres wurden insgesamt zwei Century Breaks von zwei Spielern gespielt.
- Terry Griffiths: 119
- Doug Mountjoy: 115